# Теодор Гойглін
Мартін Теодор фон Гойглін (нім. Martin Theodor von Heuglin; 20 березня 1824 – 5 листопада 1876) — німецький дослідник та орнітолог.

## Біографія
Гойглін народився в Гіршландені (нині частина Дітцінгена) у Вюртемберзі. Його батько був протестантським пастором. Теодор отримав освіту гірничого інженера. Однак він прагнув вивчати невідомі регіони і з цією метою вивчав природничі науки, особливо зоологію .
У 1850 році він поїхав до Єгипту, де вивчив арабську мову, відвідав Червоне море та Синай. У 1852 році він супроводжував доктора Крістіана Райтца, австрійського консула в Хартумі, у подорожі до Ефіопії, а після смерті Райтца був призначений його наступником у консульстві. Перебуваючи на цій посаді, він подорожував Ефіопією та Кордофаном, збираючи цінну колекцію природничих зразків. У 1857 році він подорожував прибережними землями африканської сторони Червоного моря та уздовж узбережжя Сомалі.
У 1860 році його було обрано керівником експедиції з пошуку Едуарда Фогеля та його супутників — Вернера Мюнцінгера, Готлоба Кінцельбаха та Германа Штойднера. У червні 1861 року експедиція висадилася в Массауа, маючи на меті прямувати безпосередньо до Хартума, а потім до Вадаї, де, як вважалося, був ув'язнений Фогель. Гойглін у супроводі Германа Штейднера здійснив перехід через Абісинію та країну Галла. Він і Стеднер дісталися Хартума в 1862 році, де познайомилися з Алексін Тінне та її матір'ю Генрієтт Тінне ван Капеллен, яка тоді щойно повернулася з мандрівки по Білому Нілу до Гондокоро. Разом із цими жінками вони досліджували значну частину річки Бахр-ель-Газаль. ід час цієї мандрівки Стеднер помер від хвороби, яка перебігала з гарячкою, 10 квітня 1863 року, а мати Алексіни 20 липня. 
Діставшись до Каїра з Алексін Тінне, Гойглін повернувся до Європи в лютому 1864 року. У 1870 і 1871 роках виконав цілий ряд досліджень на Шпіцбергені і Новій Землі. У 1875 році знову побував у північно-східній Африці, в землях народів бені, амер і північній Абісинії. У 1876 році він гготувався до дослідження острова Сокотра, коли помер у Штутгарті.

## Праці
- Systematische Übersicht der Vögel Nordost-Afrikas (Систематичний огляд птахів північно-східної Африки) (1855)
- Reisen in Nordost-Afrika, 1852—1853 (Подорожі північно-східною Африкою, 1852—1853) (Гота, 1857)
- сист. Übersicht der Säugetiere Nordost-Afrikas (Систематичний огляд ссавців Північно-Східної Африки) (Відень, 1867)
- Reise nach Abessinien, den Gala-Ländern &c. , 1861—1862 (Подорож до Абіссінії, країни Галла та ін., 1861—1862) (Єна, 1868)
- Reise in das Gebiet des Weissen Nil &c. 1862–1864 роки (Подорож до Білого Нілу та околиць, 1862—1864) (Лейпциг, 1869)
- Reisen nach dem Nordpolarmeer, 1870—1871 (Подорож до Північного Льодовитого океану, 1870—1871) (Брансвік, 1872—1874)
- Ornithologie von Nordost-Afrika (Орнітологія Північно-Східної Африки) (Кассель, 1869—1875)
- Reise in Nordost-Afrika (Подорож у Північно-Східну Африку) (Брансвік, 1877, 2 томи). [7]